# FV-107 彎刀裝甲偵查車
FV107彎刀是英國陸軍使用的裝甲偵察車（有時被稱為輕型坦克）。這種偵查車在阿爾維斯的考文垂兵工廠製造。其非常類似於FV101蝎子，但安裝速射型L21 30毫米RARDEN炮而不是76毫米戰車砲。此種裝甲車被送往皇家裝甲兵部隊並擔任偵察一職。每個團最初都有一個擁有五個小隊的偵察中隊，每個小隊都有八輛FV107彎刀。

## 發展
FV107彎刀是CVR（T）系列的車輛之一。並在1971年開始服役。
最初，發動機採用捷豹J604.2升6缸汽油發動機，但根據CVR（T）的延長計劃（LEP），這種引擎現在已被英國陸軍的康明斯BTA 5.9柴油發動機所取代。

## 彎刀 Mk II型
彎刀的Mk II型進行了下列升級:
1.更先進的防地雷保護系統和改良的裝甲，以防止爆炸和導彈威脅。
2.在每位組員的座位新增防地雷（增加懸掛系統和活塞安裝）的座椅。
3.改善內部佈局和機組的環境。
4.減少需要維修的地方，同時減少維護成本和增加使用週期，並延長可使用壽命。
此款車輛重新裝備了康明斯BTA 5.9升柴油發動機和大衛布朗TN15E +自動變速箱。除了為空調系統提供電力之外，這種更節省燃料的發動機，更擴展了車輛的操作性，而已重新設計的內部佈局也更好地保護了燃料箱，以減少爆炸和導彈的威脅。
新的發動機和變速箱為其提供良好的可靠性，也讓維修更容易。而翻新過的減震器提高乘員舒適度，在減少車組員疲勞感的同時，延長了車輛部件的壽命。這些設計雖然增加了操作重量卻也提升了車輛的戰術機動性。
BAE系統公司已經提出更多的升級方案:包括改良過的車輪，而方案中的新型矽膠履帶也顯著減少了振動和噪音，允許組員更有效地工作更長的時間，即使在最惡劣的環境中，也不容易疲勞，同時降低車輛的聲音特徵以防備敵人追擊。